# Rugby 7 en los Juegos Olímpicos
El Rugby 7 en los Juegos Olímpicos es uno de los deportes que forman parte de los Juegos Olímpicos desde la edición de Río de Janeiro 2016.

## Historia
Luego de un intento fallido en 1932, pasaron varias décadas hasta que en el 117.º congreso del Comité Olímpico Internacional fue propuesto junto a otros cuatro deportes para ser incluido en el programa de los Juegos Olímpicos.
El 13 de agosto de 2009 se incluye oficialmente al rugby 7 como deporte del programa olímpico junto al golf para la edición de 2016 en Río de Janeiro 2016.
Participaron 12 equipos en masculino y femenino, con la posibilidad de que la cantidad de participantes aumente.
En su primera aparición en los juegos, luego de 92 años, el torneo se desarrolló en el Estadio de Deodoro en Río de Janeiro, Brasil, el seleccionado de Fiyi logró conseguir la medalla de oro en el torneo masculino luego de vencer a Gran Bretaña (la primera medalla olímpica de su historia para el país oceánico) mientras tanto en la categoría femenina, el seleccionado de Australia logró la medalla de oro al vencer a la selección de Nueva Zelanda en la final, las medallas de bronce en categoría femenina y masculina fueron para los seleccionados de Canadá y Sudáfrica respectivamente.
El torneo de rugby 7 de los Juegos Olímpicos de Tokio 2020, disputado en 2021 por razones sanitarias derivadas de la pandemia de COVID-19, la medalla de oro fue nuevamente para el seleccionado de Fiyi, la plata para Nueva Zelanda y el bronce para Argentina, en la modalidad femenina la medalla dorada fue para Nueva Zelanda luego de vencer en la final a Francia y el bronce para Fiyi.
En las dos ediciones disputadas en modalidad de rugby 7, los últimos clasificados se dirimen en un torneo preolímpico tanto en la categoría femenina como en la masculina.

## Formato
Tanto la competencia masculina como la femenina consisten en dos partes: fase de grupos seguido de una ronda eliminatoria.
Para la fase de grupos, los doce equipos se dividen en tres grupos de cuatro equipos cada uno. Cada equipo juega contra los otros tres equipos en el grupo una vez.
Al final de la fase de grupos, los ocho mejores equipos (los dos primeros de cada grupo más los dos mejores terceros) se clasifican para los cuartos de final, mientras que los otros cuatro equipos pasan a un grupo de consolación.
Las rondas eliminatorias continúan hasta los cuartos de final, las semifinales y la final. El ganador de la final gana la medalla de oro y el finalista derrotado gana la plata, mientras que los dos semifinalistas derrotados juegan un desempate por el tercer lugar para determinar quién gana la medalla de bronce.

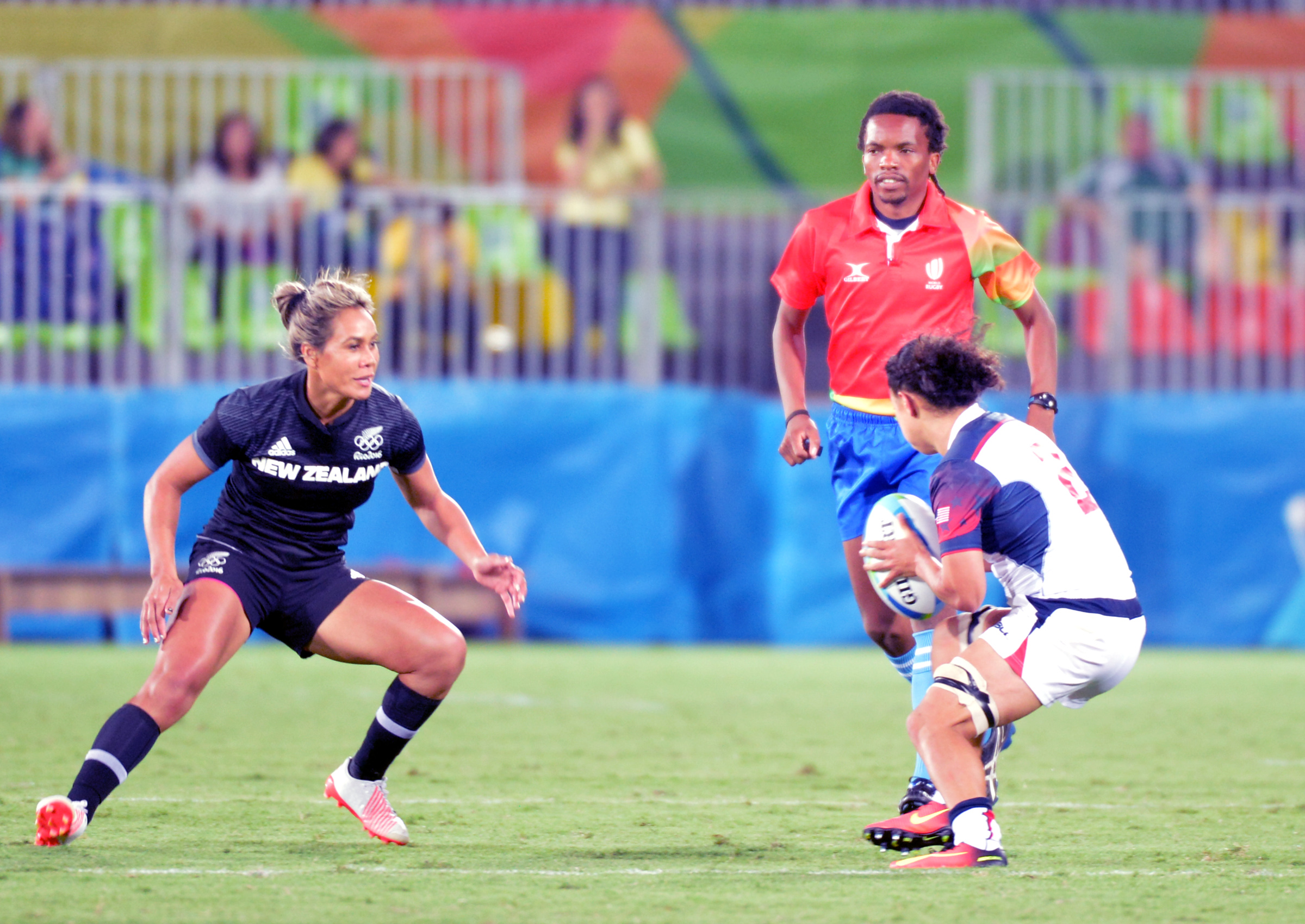
Huriana Manuel (izquierda) de Nueva Zelanda y Kelly Griffin (derecha) de Estados Unidos en 2016.

## Clasificación
Tanto en masculino como en femenino participan 12 equipos, los cuales surgen de la misma manera:
- País anfitrión.
- Los cuatro mejores equipos de la Serie Mundial de Rugby 7.
- El equipo campeón continental (Europa, África, Oceanía, Asia, Sudamérica y América del Norte).
- El último campeón intercontinental (repechaje).

## Resultados

### Masculino
| Año  | Sede        | Final        | Final        | Final         | Tercer lugar | Tercer lugar | Tercer lugar |
| Año  | Sede        | Oro          | Resultado    | Plata         | Bronce       | Resultado    | 4° Lugar     |
| ---- | ----------- | ------------ | ------------ | ------------- | ------------ | ------------ | ------------ |
| 2016 | Río         | Fiyi         | 43–7         | Reino Unido   | Sudáfrica    | 54–14        | Japón        |
| 2020 | Tokio       | Fiyi         | 27–12        | Nueva Zelanda | Argentina    | 17–12        | Reino Unido  |
| 2024 | París       | Francia      | 28–7         | Fiyi          | Sudáfrica    | 26–19        | Australia    |
| 2028 | Los Ángeles | A disputarse | A disputarse | A disputarse  | A disputarse | A disputarse | A disputarse |

### Femenino
| Año  | Sede        | Final         | Final        | Final         | Tercer lugar   | Tercer lugar | Tercer lugar |
| Año  | Sede        | Oro           | Resultado    | Plata         | Bronce         | Resultado    | 4° Lugar     |
| ---- | ----------- | ------------- | ------------ | ------------- | -------------- | ------------ | ------------ |
| 2016 | Río         | Australia     | 24–17        | Nueva Zelanda | Canadá         | 33–10        | Reino Unido  |
| 2020 | Tokio       | Nueva Zelanda | 26–12        | Francia       | Fiyi           | 21–12        | Reino Unido  |
| 2024 | París       | Nueva Zelanda | 19–12        | Canadá        | Estados Unidos | 14–12        | Australia    |
| 2028 | Los Ángeles | A disputarse  | A disputarse | A disputarse  | A disputarse   | A disputarse | A disputarse |

## Medallero

### Masculino
| País          | Oro | Plata | Bronce | Total |
| ------------- | --- | ----- | ------ | ----- |
| Fiyi          | 2   | 1     | –      | 3     |
| Francia       | 1   | –     | –      | 1     |
| Nueva Zelanda | –   | 1     | –      | 1     |
| Reino Unido   | –   | 1     | –      | 1     |
| Sudáfrica     | –   | –     | 2      | 2     |
| Argentina     | –   | –     | 1      | 1     |

### Femenino
| País           | Oro | Plata | Bronce | Total |
| -------------- | --- | ----- | ------ | ----- |
| Nueva Zelanda  | 2   | 1     | –      | 3     |
| Australia      | 1   | –     | –      | 1     |
| Canadá         | –   | 1     | 1      | 2     |
| Francia        | –   | 1     | –      | 1     |
| Fiyi           | –   | –     | 1      | 1     |
| Estados Unidos | –   | –     | 1      | 1     |

## Medallero por país
| Núm.  | País                 | Oro | Plata | Bronce | Total |
| ----- | -------------------- | --- | ----- | ------ | ----- |
| 1     | Nueva Zelanda (NZL)  | 2   | 2     | 0      | 4     |
| 2     | Fiyi (FIJ)           | 2   | 1     | 1      | 4     |
| 3     | Francia (FRA)        | 1   | 1     | 0      | 2     |
| 4     | Australia (AUS)      | 1   | 0     | 0      | 1     |
| 5     | Canadá (CAN)         | 0   | 1     | 1      | 2     |
| 6     | Reino Unido (GBR)    | 0   | 1     | 0      | 1     |
| 7     | Sudáfrica (RSA)      | 0   | 0     | 2      | 2     |
| 8     | Argentina (ARG)      | 0   | 0     | 1      | 1     |
| 8     | Estados Unidos (USA) | 0   | 0     | 1      | 1     |
| Total | Total                | 6   | 6     | 6      | 18    |

- Datos actualizados a 2024.